# Cyclosa cylindrata
Cyclosa cylindrata là một loài nhện trong họ Araneidae.
Loài này thuộc chi Cyclosa. Cyclosa cylindrata được Chang-Min Yin, Zhu & Jia-Fu Wang miêu tả năm 1995.